# Estación El Mojotoro
El Mojotoro es una estación ferroviaria ubicada en la localidad homónima, en el Departamento de la Capital, Provincia de Salta, República Argentina.

## Servicios
Se encuentra actualmente sin operaciones de pasajeros, sin embargo por sus vías transita el  servicio interurbano que presta Trenes Argentinos Operaciones entre las estaciones de Salta y Güemes, aunque no hacen parada en esta.
Sus vías corresponden al Ramal C13 del Ferrocarril General Belgrano.